# الغريبة تماما (رواية)
الغريبة تماما هي إحدى روايات الروائية الأمريكية دانيال ستيل (بالإنجليزية: A Perfect Stranger)‏ وهي من الروايات الرومانسية.

## نبذة قصيرة
تدور أحداث الرواية عن إحدى وريثات العائلات الأوروبية المشهورة والمتزوجة من أمريكي يكبرها بسنوات عديدة تعيش حياتها محاطة بالخدم والحراس الشخصيين وعندما يراها محامي شاب من سان فرانسيسكو لأول مرة كانت غريبة عنه تماما الا انهما حين يلتقيان ثانية تتبدل حياتهما بالكامل.